# (32944) Gussalli
(32944) Gussalli ist ein Asteroid des Hauptgürtels, der am 19. November 1995 von den italienischen Astronomen Piero Sicoli und Francesco Manca am Osservatorio Astronomico Sormano (Sternwarten-Code 587) in den lombardischen Voralpen etwa 40 Kilometer nördlich von Mailand nahe der Ortschaft Sormano in der Provinz Como entdeckt wurde.
Der Asteroid wurde am 24. Juli 2002 nach dem italienischen Ingenieur und Erfinder Luigi Gussalli (1855–1950) benannt.